# Henry Macintosh
Henry Maitland Macintosh (Kelso, 10 giugno 1892 – Albert, 26 luglio 1918) è stato un velocista britannico.

## Biografia
Partecipò ai Giochi olimpici di Stoccolma 1912 conquistando la medaglia d'oro nella staffetta 4×100 metri con i connazionali Willie Applegarth, Victor d'Arcy e David Jacobs.
Si arruolò nella Argyll and Sutherland Highlanders e morì alla giovane età di 26 anni a causa delle ferite che si procurò durante la seconda battaglia della Somme nel 1918. Fu sepolto nel cimitero nazionale di Senlis, in Francia.

## Palmarès
| Anno | Manifestazione  | Sede      | Evento                | Risultato | Prestazione | Note |
| ---- | --------------- | --------- | --------------------- | --------- | ----------- | ---- |
| 1912 | Giochi olimpici | Stoccolma | 100 metri             | batterie  | n/d         |      |
| 1912 | Giochi olimpici | Stoccolma | 200 metri             | batterie  | dnf         |      |
| 1912 | Giochi olimpici | Stoccolma | Staffetta 4×100 metri | Oro       | 42"4        |      |